# Nongossom
Nongossom est une localité située dans le département de Namissiguima de la province du Yatenga dans la région Nord au Burkina Faso.

## Géographie
Nongossom est situé à 10 km au sud de Namissiguima, le chef-lieu du département, et à 30 km au sud-est de Ouahigouya. Le village est à 2,5 km au nord de la route nationale 15 reliant Ouahigouya à Kongoussi.

## Santé et éducation
Le centre de soins le plus proche de Nongossom est le centre de santé et de promotion sociale (CSPS) de Namissiguima tandis que le centre hospitalier régional (CHR) se trouve à Ouahigouya.
Le village ne possède pas d'école primaire.